# غلامرضا صحرائیان
غلامرضا صحرائیان سیاستمدار اصلاح‌طلب ایرانی، قائم مقام پیشین وزارت جهاد کشاورزی، استاندار پیشین استان‌های فارس، کرمانشاه و بوشهر و برنده نشان خدمت است.